# مونت زیون (جورجیا)
مونت زیون، جورجیا (به انگلیسی: Mount Zion, Georgia) یک شهر در ایالات متحده آمریکا با جمعیت ۱٬۶۹۶ نفر است که در جورجیا واقع شده‌است.

## موقعیت جغرافیایی
موقعیت جغرافیایی شهرها و مناطق اطراف به شرح زیر است: